# Телефоровая кислота
Телефо́ровая кислота — органическая кислота, терфенилхинон, производное бензофурана. Синий краситель, содержащийся в плодовых телах грибов и лишайников.

## Свойства
Очень тёмные фиолетовые кристаллы. Растворы окрашены в красный цвет, при добавлении основания становятся синими.
При длительном метилировании диметилсульфатом и карбонатом калия в ацетоне с добавлением пиридина образуется осадок тетраметилового эфира, затем растворяющийся. Получается бесцветный раствор лейкогексаметилового эфира.
Лейкодиацетат телефоровой кислоты — полиозеллин.
С уксусным ангидридом и ацетатом натрия даёт гексаацетат.
Ингибитор действия фермента пролилэнтопептидазы.

## История
Структура телефоровой кислоты, предложенная в 1930 году Ф. Кёглем, Г. Эркслебеном и Л. Йенекке, выделившим её из Thelephora palmata, была впоследствии отвергнута. Реальная структура была предложена и экспериментально подтверждена в 1960 году Й. Грипенбергом, выделившим её из Hydnellum suaveolens.

## Нахождение в природе
Обнаружена в плодовых телах многих видов грибов, в частности, из родов Bankera, Boletopsis, Hydnellum, Lampteromyces, Lobaria, Omphalotus, Phellodon, Polyozellus, Pseudotomentella, Rhizopogon, Sarcodon, Suillus, Tapinella, Thelephora, Trametes.

## Получение
Грипенберг получил телефоровую кислоту по следующей схеме:
1. конденсация хлоранила с 3,4-диметоксифенолом с получением тетраметилового эфира телефоровой кислоты
2. деметилирование тетраметилового эфира телефоровой кислоты с гидрихлоридом пиридина с получением телефоровой кислоты

Также телефоровая кислота может быть получена в одну стадию с 3 %-ным выходом при окислении гексацианоферриатом смеси 2,5-дигидроксибензохинона и пирокатехина.